# Schneider CA1
Schneider CA1 je bil prvi tank Francoske vojske v prvi svetovni vojni. 

## Razvoj
Podjetje Schneider je bilo v obdobju prve svetovne vojne največje podjetje v Franciji , ki se je ukvarjalo z orožjem. Januarja leta 1915 so dobili ukaz, za razvoj težko artilerijskega orožja. Podjetje se je zadeve lotilo tako, da so preučevali gosenice ameriškega podjetja Holt. Glavni oblikovalec Eugène Brillié, ki je pred to nalogo izdeloval oklepna vozila za Španijo, je bil v tej nalogi zelo uspešen. Kmalu so naročili  dva prototipa njegovega tanka za izdelavo. Predlagal je, da bi osnovi Holtovega traktorja dodali oklep, ter oborožitev. Prva predstavitev tega tanka je bilo 9. decembra 1915, v francoski vojski. Kmalu so naročili 400 teh tankov, vendar so se januarja 1916 premislili glede Holtovega podvozja. Za podlago so vzeli večjo različico Holt traktorja. Prvi tank je bil dostavljen 5. septembra 1916.

## Sodelovanje v bojih
Ta tank se je prvič pojavil v bojih 16. aprila 1917 pri Berry-au-Bac med Nivellsko ofenzivo. Takrat je ta tank doživel popolno katastrofo, saj jih je bilo kar 130 uničenih. Tanki so bili razdeljeni v skupine. Skupin je bilo 20 in so se imenovale Artillerie Spéciale 1-20. Vodil jih je Estienne. Že leta 1918 so nekatere tanke Schneider CA1 zamenjali novejši tanki Renault FT-17. S tankom Schneider je imela velike načrte Italija, ki je načrtovala proizvodnjo 1500 tankov. Po prvi svetovni vojni so bili tanki predelani v transportno verzijo in izvoženi v Španijo, kjer so sodelovali v španski državljanski vojni.